# Panzerkampfwagen II
 (avril 2025).
Si vous disposez d'ouvrages ou d'articles de référence ou si vous connaissez des sites web de qualité traitant du thème abordé ici, merci de compléter l'article en donnant les références utiles à sa vérifiabilité et en les liant à la section « Notes et références ».
Pour les articles homonymes, voir Panzerkampfwagen.
Le  Panzerkampfwagen II Sd. Kfz. 121 (PzKpfw II ou Panzer II) était un char d'assaut de fabrication allemande  avec 1856 exemplaires produits . Comme le PzKpfw I, il fut conçu comme un char de transition, en attendant la production de masse des PzKpfw III et PzKpfw IV. Ces deux types de véhicules étaient destinés à fournir des engins d'entraînement pour les équipages de la Panzerwaffe afin de mettre au point les tactiques de la future Blitzkrieg. Cependant, le retard dans la production de chars de combat obligea les Allemands à utiliser massivement les PzKpfw II au début de la Seconde Guerre mondiale et ce n'est qu'à partir de 1941 que ce modèle fut progressivement retiré du front.
Le PzKpfw II resta cependant longtemps un véhicule important de l'arsenal de la Wehrmacht, grâce à des modèles convertis en chars de reconnaissance et aussi comme châssis pour des canons automoteurs comme les Marder II et les Wespe. Il comptait un membre d'équipage de plus que le Panzer I, un opérateur radio, également chargé du rechargement du canon automatique de 20 mm.

## Histoire
En juillet 1934, il apparut évident aux responsables allemands que les Panzerkampfwagen III et IV, ne seraient pas opérationnels avant longtemps ; ils demandèrent donc à Krupp, MAN AG, Henschel et Daimler-Benz, d'étudier un char plus facile à produire, proche du PzKW I, mais armé d'un canon de 20 millimètres, le KwK 30 L/55, et d'une masse de dix tonnes. Désigné Versuchkraftfahrzeug 622, les prototypes utilisèrent aussi une appellation de camouflage Landwirtschaftlicher Schlepper 100 ou LaS 100, évoquant un tracteur agricole. Bien que Krupp présentât son projet en premier, c'est en définitive une combinaison entre le châssis de MAN et la superstructure de Daimler-Benz qui fut choisi ; le premier prototype en acier doux fut construit et testé en octobre 1935, et dix LaS 100, furent alors commandés à MAN. Au total cent exemplaires de l'Ausf. A vont être produits entre mai 1936 et février 1937, tous motorisés par un Maybach HL57TR. Le char est alors remotorisé avec un HL62TR, plus puissant et après vingt-cinq exemplaires, la suspension est entièrement revue, les petites roues de route des trois couples sont remplacées par cinq grandes roues, toutes indépendantes, un galet de retour est ajouté et les dimensions sont encore augmentées, donnant naissance à l'Ausf. C, véritable prototype de la série ; celle-ci démarre alors et 1 113 exemplaires sont produits jusqu'en avril 1940, par Alkett, FAMO, Daimler-Benz, Henschel, MAN AG, MIAG, et Wegmann. Les Ausf. A, Ausf. B et Ausf. C, se différenciant uniquement par des détails mineurs, constituèrent le gros des blindés de la Panzerwaffe, lors des premières campagnes de la guerre.

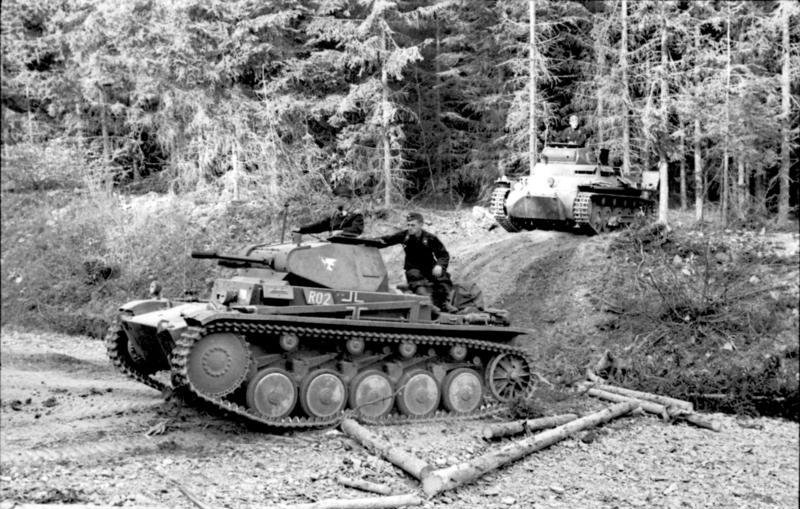
Un Panzer II et un Panzer I, en Europe de l'Ouest

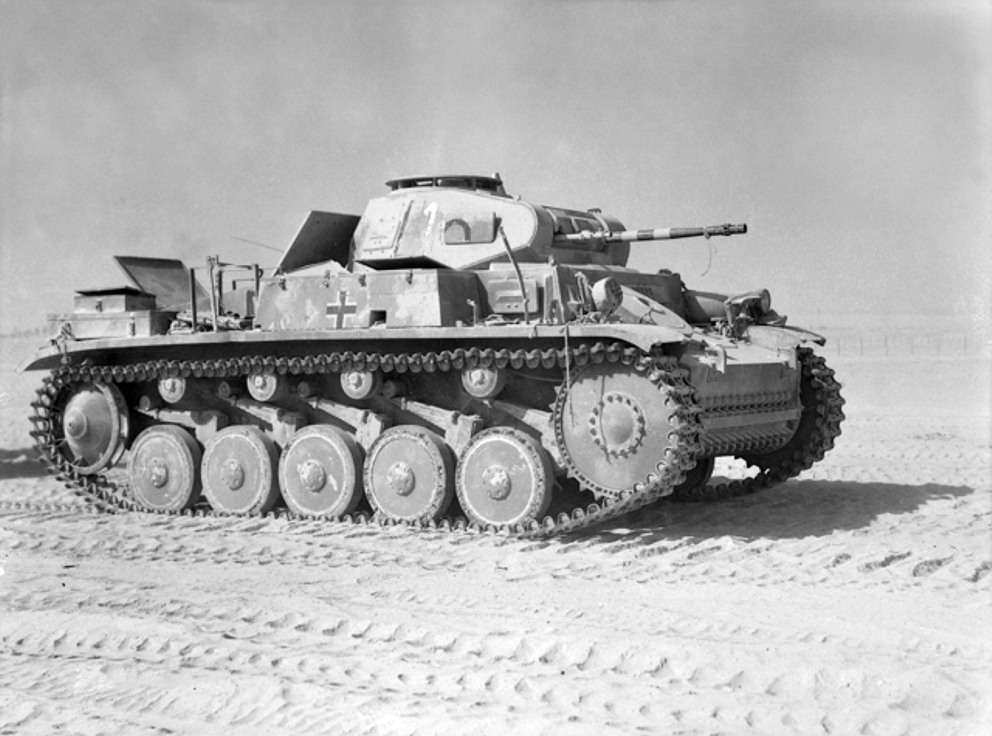
Exemplaire saisi par les alliés à la première bataille d'El Alamein, photo du 1er août 1942.

À partir de la campagne de France, les Panzer II montrent leurs limites, leur blindage ne les mettant à l'abri que des armes légères et des éclats d'obus. L'armement est aussi insuffisant, leur canon de calibre 20 mm ne pouvant percer le blindage des chars Somua S35 et Hotchkiss H35. Ils doivent se contenter d'occuper ces derniers, en les criblant d'obus de 20 millimètres, grâce à la cadence de tir de celui-ci, en espérant un coup heureux, ou le renfort d'un Panzer III ou IV capable, lui, de percer le blindage des chars alliés. Cependant, hormis les affrontements contre les chars adverses, le PzKW II est un char efficace en particulier contre l'infanterie et les équipages de canons antichars, la présence de la radio lui permet de coordonner les attaques, sa bonne fiabilité et sa grande facilité d'entretien lui permettent d'intervenir en grand nombre sur le champ de bataille. Autre argument de poids, qui incite la Wehrmacht à le garder en service, est son faible coût. C'est pour cette raison vraisemblablement qu'une nouvelle version est lancée en 1941, l'Ausführung F, qui bien qu'inutile contre la plupart des blindés soviétiques, démontre son efficacité contre les masses d'infanterie de l'Armée rouge, lors de l'opération Barbarossa. Cette nouvelle version tente de remédier à la faiblesse du blindage, la protection frontale est grandement améliorée par le montage d'une plaque épaisse de 35 millimètres sur le devant de la caisse et le renforcement de la tourelle à 30 mm. L'amélioration sera cependant insuffisante et seuls 524 exemplaires seront terminés comme chars de combat, une grande partie sera terminée comme canon automoteur.
Entretemps, MAN avait conçu un dérivé destiné aux actions de cavalerie, reconnaissance et poursuite, motorisé par le HL62TRM et une boîte à sept rapports avant et trois arrière, capable d'atteindre la vitesse de 55 km/h. Le châssis est plus court mais élargi. Le char se montra décevant cependant du fait de l'emploi d'une suspension de type Christie qui le rend moins rapide en tout-terrain que ses prédécesseurs. Il ne servira de ce fait qu'au sein de la division légère, pendant la campagne de Pologne et sera retiré des premières lignes pour être transformé en char lance-flamme et en canon automoteur. Par la suite, les Allemands essayeront de nouveau de faire du PzKW II un char rapide de reconnaissance, en perfectionnant encore sa suspension ; ils en mettent une au point, d'un nouveau type, Schachtellaufwerk, où les roues de route se chevauchent pour mieux répartir la pression au sol. Cette innovation donnera naissance à l'Ausf. G, ou VK901, dont seuls douze exemplaires seront réalisés par MAN, entre avril 1941 et février 1942, à l'Ausf. H, qui sera annulé après quelques prototypes en septembre 1942, et surtout à l'Ausf. L, appelé aussi Luchs, qui, produit à cent unités en 1943 et 1944, se révèle un excellent char de reconnaissance.

## Autres utilisateurs
Le PzKpfw II ne fut pas utilisé que par la Wehrmacht. Les pays satellites de l'Axe (Hongrie, Bulgarie, Slovaquie) en comptèrent aussi dans leurs rangs. Après la guerre, quelques exemplaires échouèrent dans l'armée libanaise.

## Description technique
Le Panzerkampfwagen II est un char de combat, servi par un équipage de trois hommes, le conducteur prenant place à gauche dans l'avant de la caisse, et un chef de véhicule et un tireur, installés dans une tourelle au centre du véhicule. Le groupe propulseur est lui situé à l'arrière, la transmission, grâce à un arbre traversant le compartiment de combat, entraînant les barbotins situés à l'avant. La caisse est construite par un assemblage de plaques d'acier soudées entre elles.

### Suspension

Profil de Panzerkampfwagen II Ausf. c

Pas moins de quatre types de suspension furent utilisés sur les différentes versions du Panzerkampfwagen II. Les premiers modèles utilisèrent une suspension inspirée du Panzerkampfwagen I, avec trois groupes de deux petites roues de route et trois galets de retour. Après cent exemplaires, une nouvelle suspension, avec cinq roues de routes, utilisant chacune une barre de torsion, et quatre galets, fut adoptée ; ce fut la plus employée sur le char. La suspension de type Christie, employée sur les Ausf. D et E, se révéla décevante en tout terrain et fut rapidement abandonnée. Plus réussie, celle dite Schachtellaufwerk, avec ses cinq grandes roues de route se chevauchant, permit de réaliser un véhicule rapide aussi bien sur route qu'en tout terrain, et son principe fut retenu pour des chars ultérieurs comme le Tigre ou le Panther.

### Motorisation
Les premiers Ausf. a employaient le moteur Maybach HL 57 TR, de six cylindres à essence, développant 130 chevaux, couplé avec une boîte de vitesses ZF Aphon SSG45, de six rapports avant et un arrière. À partir de l'Ausf. b, un nouveau moteur fut adopté, devenant le propulseur standard des PzKpW II, le Maybach HL 62 TR, lui aussi à six cylindres, mais développant 140 chevaux, associé à une boîte de vitesses ZF Aphon SSG46. Les Ausf. D et E emploient eux aussi ce moteur, mais utilisent une boîte Maybach Variorex VG 102128, à sept vitesses, ce qui leur permet d'atteindre 55 km/h. Les derniers modèles comme le Luchs utilisèrent eux un Maybach HL 66 de 180 chevaux.

### Armement

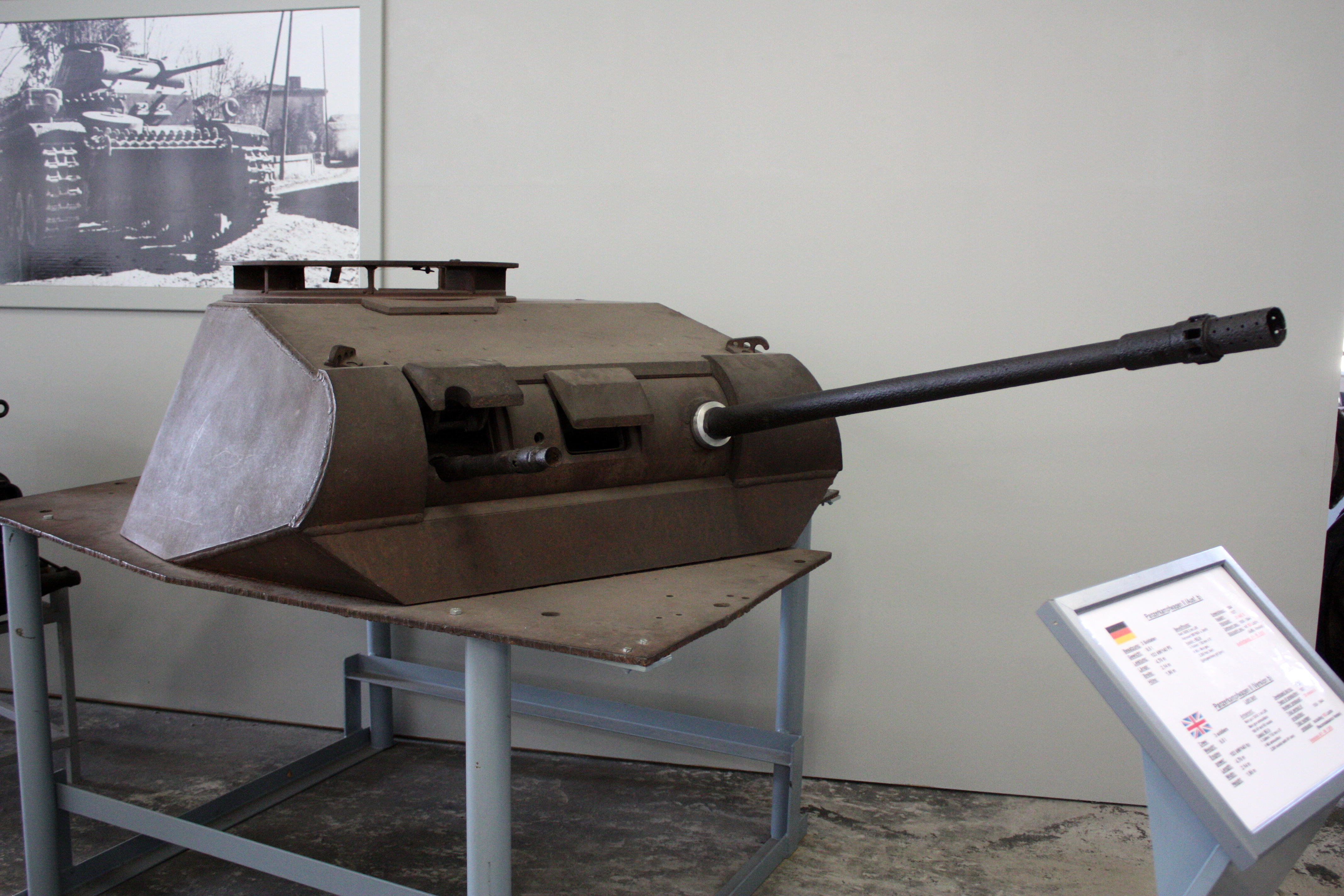
Détail de la tourelle, Musée des chars de Munster.

L'armement conventionnel des Panzerkampfwagen II était le canon automatique de 20 millimètres, basé sur le 2 cm FlaK 30 antiaérien ; deux versions furent employées, le KwK 30 L/55, puis le KwK 38 L/55. Ces canons avaient une cadence de tir théorique de 280 coups par minute. Le canon était approvisionné par des chargeurs tambour de dix-huit coups, dont le char emportait généralement dix. Une mitrailleuse coaxiale MG-34 de 7,92 mm avec 17 bandes de 250 cartouches (soit 4250 coups au total) complétait l'armement. Celui-ci était monté dans une tourelle biplace permettant de pointer sur 360° d'azimut et -9 à +20° en site ; il utilisait une lunette de pointage TZF-4.
Au cours de la guerre, plusieurs tentatives furent faites pour monter un 37 mm SA-38 français, puis un 50 mm en tourelle, mais cela se révéla rapidement impossible du fait de la taille du char. Plus réussie, l'adaptation de canons lourds en casemate donna naissance au Marder II, un des chasseurs de chars les plus efficaces de la Wehrmacht.

### Protection
L'Ausf. a été constitué de plaques de 13 mm, sauf pour le toit et le plancher, blindés respectivement à 8 et 5 millimètres. Dès l'Ausf. b, le toit fut renforcé à 10 et 12 mm, portant la masse de 7,6 à 7,9 tonnes. Puis sur l'Ausf. A, on porta les autres épaisseurs ainsi que le plancher à 14,5 mm. À partir de mai 1940, à la suite des pertes provoquées par les fusils antichars polonais, on commença à ajouter des plaques supplémentaires de 20 mm. Ceci resta la norme jusqu'à 1941, jusqu'à l'arrivée de l'Ausf. F, nettement mieux protégé, doté d'une plaque de 35 mm sur l'avant de la caisse et de 20 mm sur les côtés.

### Autres caractéristiques
Largeur chenilles : 30,5 cm
Obstacle vertical : 0,43 m
Pente : 50 %
Franchissement : 1,72 m

## Variantes

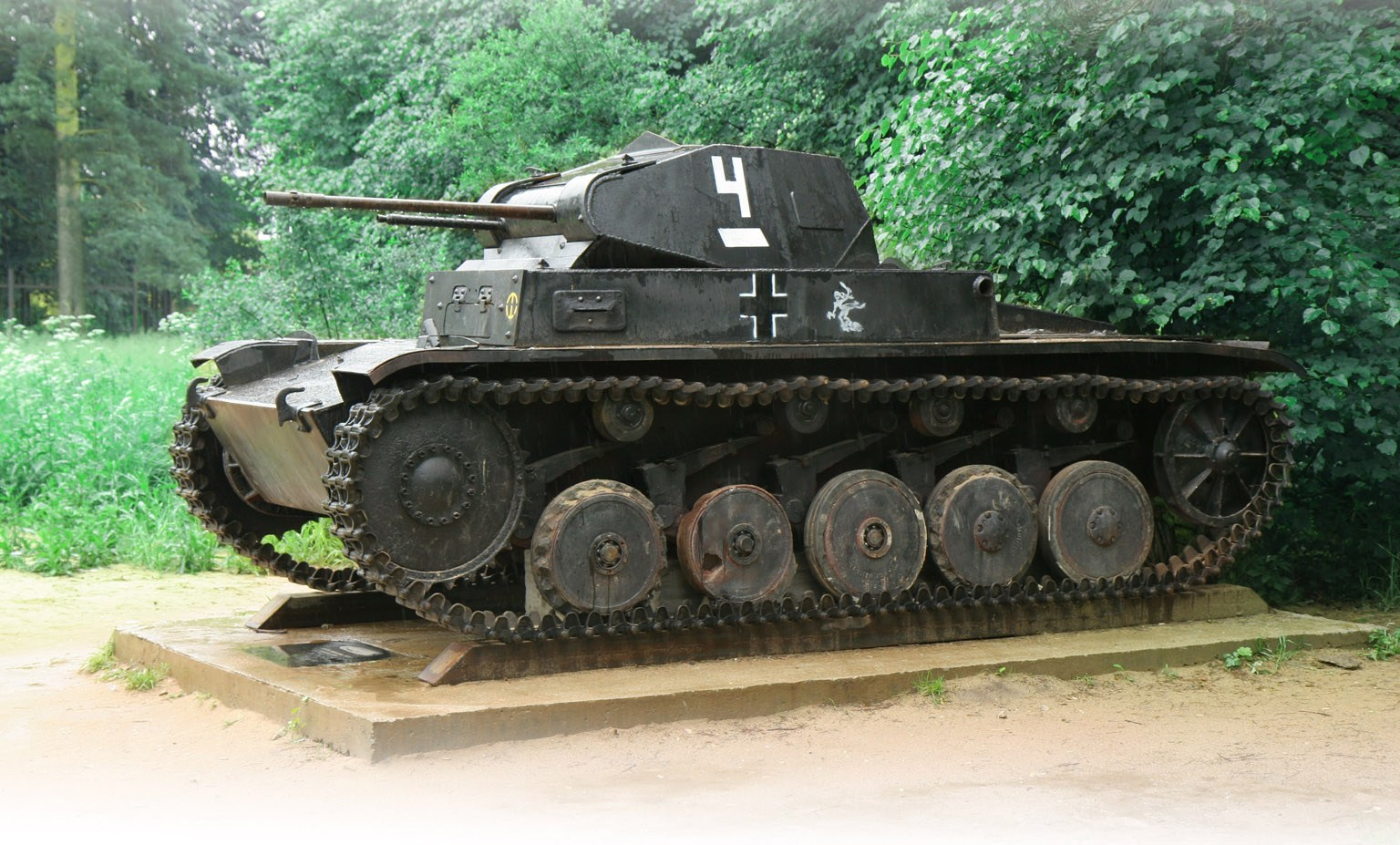
Pz.Kpfw II Ausf. B

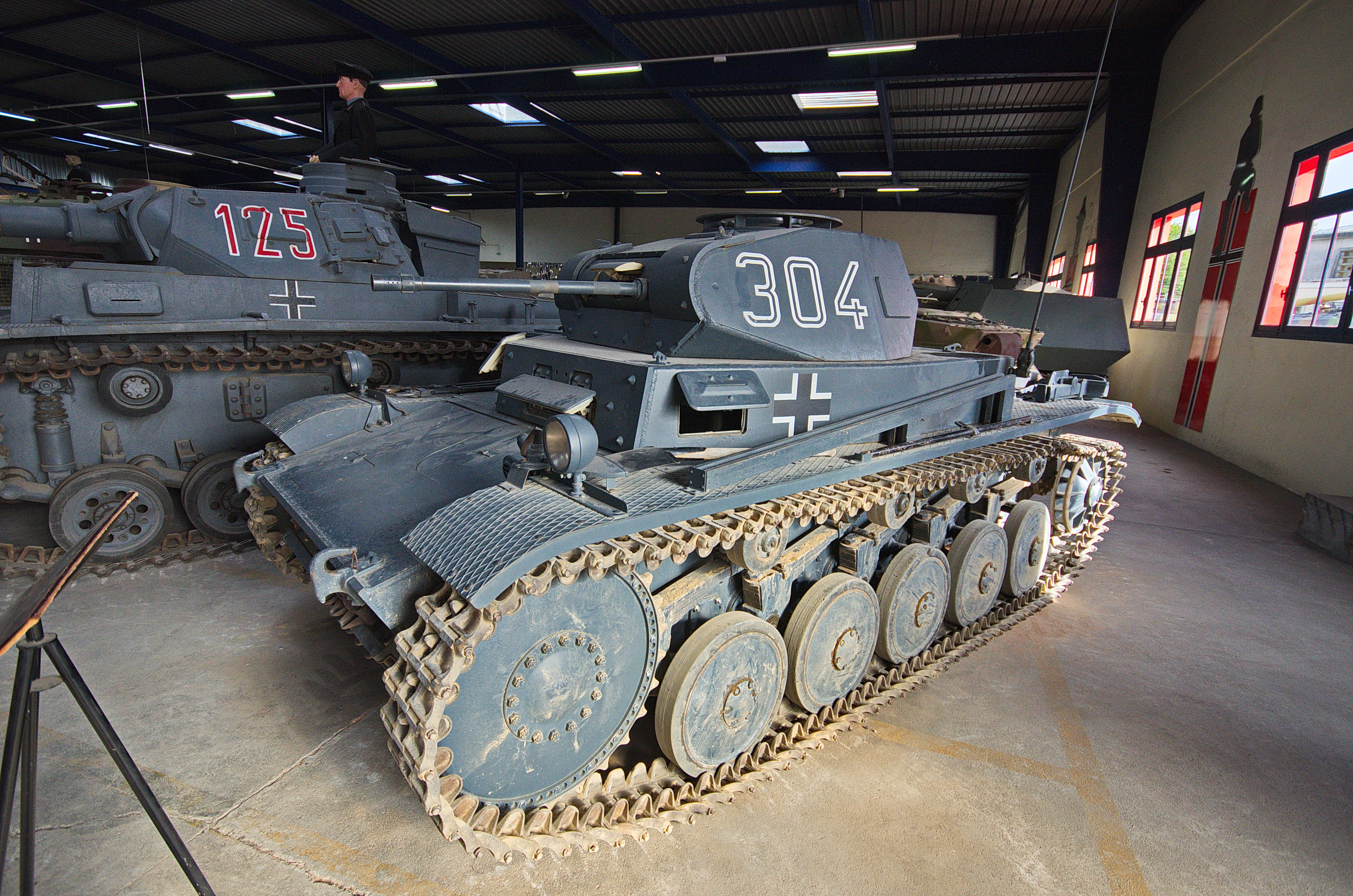
Pz.Kpfw II Ausf. C

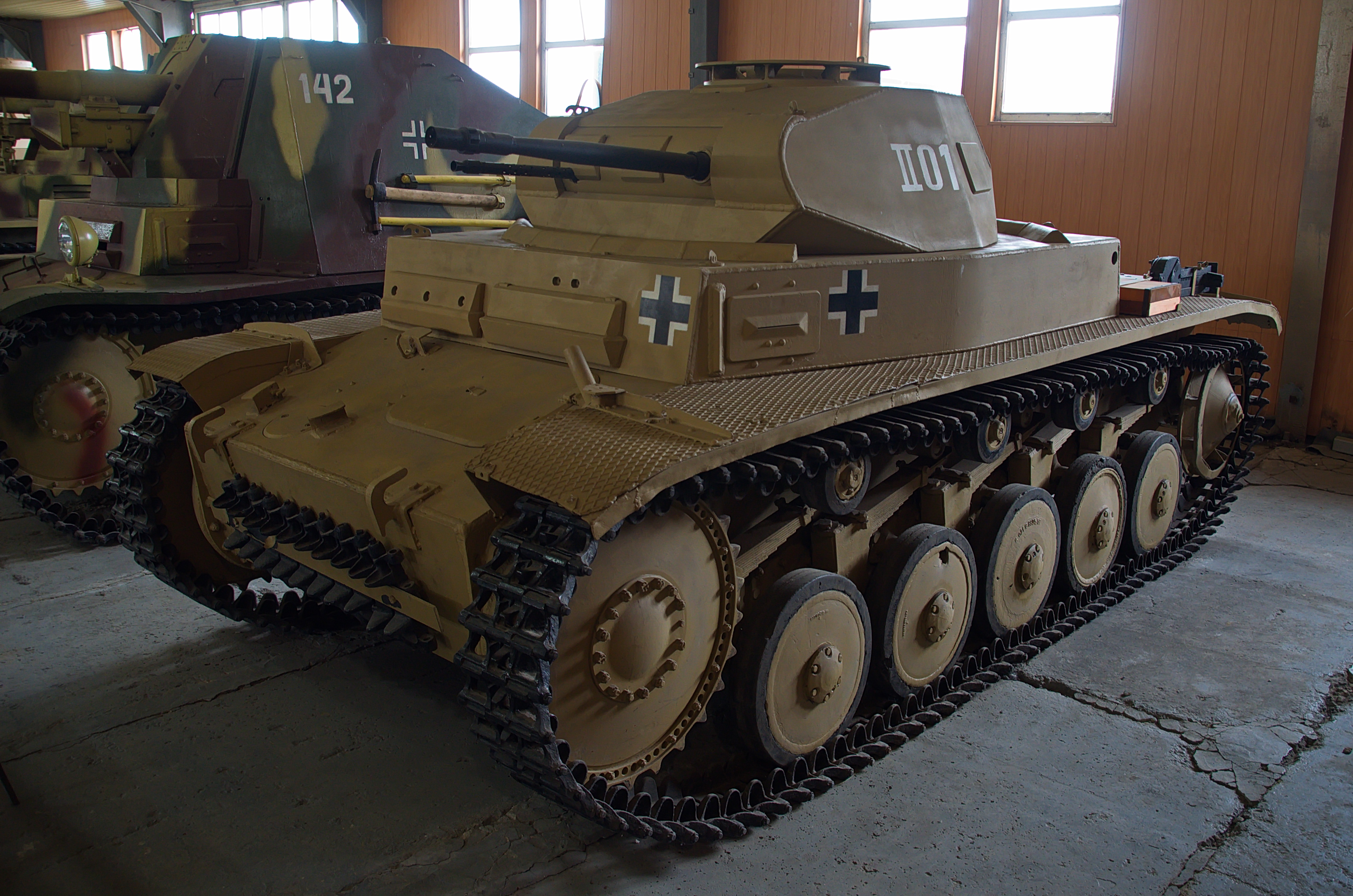
Pz.Kpfw II Ausf. F

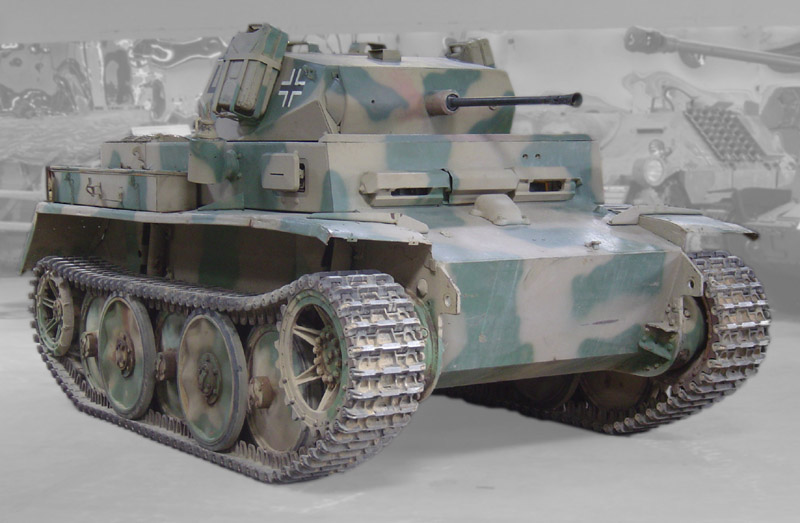
Panzer II Ausf. L

La désignation des diverses versions (Ausführungen) du Panzer II porte souvent quelque peu à confusion, car il y eut d'abord trois modèles de présérie, désignées modèle a, modèle b, modèle c (avec des sous-variantes). La numérotation recommence ensuite à A, mais avec des lettres majuscules cette fois.
- Panzerkampfwagen II Ausführung a : soixante-quinze exemplaires au total entre mai 1936 et février 1937.
  - Ausf. a/1 : dix premiers exemplaires, avec un barbotin en acier coulé doté d'un pneu en caoutchouc.
  - Ausf. a/2 : barbotin assemblé par soudure, amélioration des accès au moteur, quinze exemplaires.
  - Ausf. a/3 : suspension et refroidissement du moteur amélioré, cinquante exemplaires.
- Panzerkampfwagen II Ausführung b : caisse agrandie et montage du moteur Maybach HL62TR, 25 exemplaires construit par Daimler-Benz et MAN AG en février et mars 1937.
- Panzerkampfwagen II Ausführung c : nouvelle suspension avec cinq grandes roues de routes indépendantes et ajout d'une roue tendeuse supplémentaire, 25 exemplaires au total entre février et juillet 1937.
- Panzerkampfwagen II Ausführung A : première version de série, blindage augmenté à 14,5 mm et transmission améliorée, dont la production débute en juillet 1937.
- Panzerkampfwagen II Ausführung B : produite à partir de décembre 1937.
- Panzerkampfwagen II Ausführung C : produite de juin 1938 à avril 1940.
- Panzerkampfwagen II Ausführung D et E : char de cavalerie, seule la tourelle est similaire à l'Ausf. C, le châssis est entièrement différent avec une suspension de type Christie, un moteur HL62TRM et une nouvelle boîte de vitesses à sept rapports avant, quarante-trois furent produits de mai 1938 à août 1939, par MAN, l'Ausf. E, ne s'en différenciant que par quelques détails au niveau de la suspension.
- Panzerkampfwagen II Ausführung F : poursuite du développement de l'Ausf. C, essayant de remédier à la faiblesse de la protection, l'avant est protégé par une plaque de 35 mm et la tourelle de 30 mm, les côtés eux ne sont blindés qu'à 15 mm, la masse passe à 9,5 tonnes. Un nouveau tourelleau pour le chef de char est monté, et la suspension est renforcée, 524 seront produits de mars 1941 à décembre 1942.
- Panzerkampfwagen II Ausführung G : douze exemplaires (sous-types : Ausf. G/1, Ausf. G/2, Ausf. G/3)
- Panzerkampfwagen II Ausführung H : un seul exemplaire.
- Panzerkampfwagen II Ausführung J : vingt-deux exemplaires.
- Panzerkampfwagen II Ausführung L ou Sd. Kfz. 123 ou Luchs (lynx) : cent-quatre exemplaires produits de septembre 1943 à janvier 1944, char de reconnaissance de 13 tonnes, capable d'une vitesse maximum de 60 km/h et d'un rayon d'action de 290 kilomètres. Ils sont armés d'un canon de 2 cm avec 330 coups, une MG-34 avec 2 250 coups et équipés d'une radio FuG12 et une autre FuG Spr a.
- VK1602 : projet d'un dérivé du L armé d'un 5 cm KwK 39, un unique prototype inachevé.
- Panzerkampfwagen II Ausführung M : châssis d'Ausf. H, avec une tourelle ouverte armée d'un 5 cm KwK 39, quatre construits par MAN en août 1942, prototypes.
- Flammpanzer II Flamingo ou Sd. Kfz. 122 : basé sur le châssis Ausf D. 180 produits ou convertis, entre janvier 1940 et août 1941, par Wegman, leur lance-flammes était capable d'envoyer 80 jets de flammes d'une durée de 2  à   3 secondes sur une distance de 25 m, grâce à un réservoir de 320 litres. Ils servirent pendant Barbarossa, au sein des Panzerabteilungen (F) 100 et 101, rattachés respectivement à la 18e et la 7e Panzerdivision. En décembre 1941, on donna l'ordre de convertir la plupart en chasseur de chars, armés de canons soviétiques capturés de 76,2 mm.

## Conversions
- Panzerkampfwagen II ohne Aufbau : véhicule d'instruction sans tourelle pour le pilotage.
- Brückenleger auf Panzerkampfwagen II : char porte-pont.
- 5 cm PaK 38 auf Fahrgestell Panzerkampfwagen II : chasseur de chars équipé d'un canon 5-cm PaK 38.
- 7.5 cm PaK 40 auf Fahrgestell Panzerkampfwagen II ou Marder II : chasseur de chars équipé d'un canon 7,5-cm PaK 40.
- 10.5-cm leichte Feldhaubitze 18/2 Fahrgestell auf Geschützwagen Panzerkampfwagen II ou Wespe : canon automoteur équipé avec un obusier de 10,5 cm 18M L/28. 682 exemplaires[1].
- 15 cm sIG 33 auf Fahrgestell Panzerkampfwagen II (Sf) ou Sturmpanzer II: canon automoteur équipé d'un 15-cm SIG 33, destiné à l'appui feu pour l'infanterie.
- Munitions Selbsfahrlafette auf Fahrgestell Panzerkampfwagen II : transport de munitions en accompagnement des Wespe. 158 unités converties[2].
- Panzerkampfwagen II mit Schwimmkörper : version amphibie.
- 7.62 cm PaK 36(r) auf Fahrgestell Panzerkampfwagen II Ausf. D
- Bergepanzerwagen auf Panzerkampfwagen II Ausf. J : version pour les unités de montagne.